# Station Thurnscoe
Thurnscoe is een spoorwegstation van National Rail in Thurnscoe, Barnsley in Engeland. Het station is eigendom van Network Rail en wordt beheerd door Northern Rail. Het station is geopend in 1989.